# Team Massivhaus
Die Team Massivhaus GmbH ist ein Massivhaushersteller mit Sitz in Büdelsdorf, Schleswig-Holstein. Team Massivhaus baut jährlich rund 800 Einfamilienhäuser, Reihenhäuser und Doppelhäuser in den nördlichen Bundesländern. 2021 erwirtschaftete das Unternehmen einen Umsatz von knapp 118,5 Millionen Euro.

## Geschichte
Team Massivhaus wurde 2001 von Heiko Krug und Thomas Matalewski in der Sportallee 7 in Büdelsdorf gegründet. Im ersten Geschäftsjahr errichtete das Unternehmen 30 Häuser, im darauffolgenden Jahr baute Team Massivhaus 150 Häuser. 2003 wurde der Firmensitz verlegt. In den folgenden Jahren erweiterte Team Massivhaus seine Geschäftsräume und errichtete zudem Musterausstellungen an seinem Hauptsitz in Büdelsdorf. 2010 verließ Matalewski das Unternehmen, und Gunnar Hanno wurde Geschäftsführer neben Heiko Krug. Seit 2014 besitzt Team Massivhaus eine Niederlassung in Berlin. Seit 2018 baut das Unternehmen jährlich rund 800 Häuser.

## Unternehmensstruktur
Geschäftsführer von Team Massivhaus sind Heiko Krug und Gunnar Hanno. Im Geschäftsjahr 2021 erzielte das Unternehmen einen Umsatz von knapp 118,5 Millionen Euro und beschäftigte durchschnittlich 109 Mitarbeiter. Neben dem Stammsitz in Büdelsdorf besitzt Team Massivhaus acht weitere Vertriebsbüros, die von selbstständigen Partnern betrieben werden.

## Dienstleistungen und Produkte
Team Massivhaus errichtet Einfamilienhäuser, Reihenhäuser und Doppelhäuser in den nördlichen Bundesländern in Massivbauweise. Die Häuser werden von Architekten für Kunden geplant. Dabei bietet Team Massivhaus optionale Angebote für Dämmung, Solaranlagen, Lüftungsanlagen, Wärmerückgewinnung oder Erdwärmepumpen an. Die Bauleistungen erbringen Subunternehmen.

## Rezeption
Bei einer Studie basierend auf Kundenerfahrungen von Focus Money erfüllte Team Massivhaus vor allem die Kundenanforderungen im Bereich Nachhaltigkeit und Verantwortung sowie beim Preis-Leistungs-Verhältnis.